# Marie-Louise (film)
Pour les articles homonymes, voir Marie-Louise.
Pour plus de détails, voir Fiche technique et Distribution.
Marie-Louise est un film suisse réalisé par Leopold Lindtberg, sorti en 1944.

## Synopsis
En 1942, alors que la Zone libre en France disparait, une jeune fille doit partir vers la Suisse mais elle reste fortement marqué par les épreuves dont elle a été témoin.

## Fiche technique
- Titre : Marie-Louise
- Réalisation : Leopold Lindtberg
- Scénario : Richard Schweizer
- Production : Oscar Düby et Lazar Wechsler
- Musique : Robert Blum
- Photographie : Emil Berna
- Pays d'origine : Suisse
- Langues de tournage : français et suisse allemand
- Format : Noir et blanc - 1,37:1 - Mono
- Genre : Drame
- Date de sortie : 1944

## Distribution
- Josiane Hegg : Marie-Louise Fleury
- Heinrich Gretler : Directeur Rüegg
- Margrit Winter : Anna Rüegg
- Anne-Marie Blanc : Heidi Rüegg
- Pauline Carton : Mme Gilles

## Nominations et récompenses
- Oscar du meilleur scénario original pour Richard Schweizer